# 屈重
屈重（？—？），羋姓，屈氏，名重，中国春秋時期人，在楚國的官職位居莫敖。
楚武王五十一年（前690年），楚武王出征死在樠树下。令尹鬬祁、莫敖屈重秘不发丧，开新路，在溠水筑桥，在随国境外筑营。随国人害怕，向楚军求和。莫敖屈重以楚王的名义到随国和随侯结盟，邀请随侯到汉水转湾处（汭）会见，然后退兵。过了汉水后公布楚武王的丧事。